# Copa del Mundo de Esquí Alpino de 2014-15
La  Copa del Mundo de Esquí Alpino de 2014-15 se celebró del 25 de octubre de 2014 al 22 de marzo de 2015 bajo la organización de la Federación Internacional de Esquí (FIS). La final se celebró en la localidad de Meribel (Francia).

## Tabla de honor
| Categoría       | Masculino       | Nación  | Femenino         | Nación         |
| --------------- | --------------- | ------- | ---------------- | -------------- |
| General         | Marcel Hirscher | Austria | Anna Fenninger   | Austria        |
| Descenso        | Kjetil Jansrud  | Noruega | Lindsey Vonn     | Estados Unidos |
| Eslalon         | Marcel Hirscher | Austria | Mikaela Shiffrin | Estados Unidos |
| Eslalon Gigante | Marcel Hirscher | Austria | Anna Fenninger   | Austria        |
| Super Gigante   | Kjetil Jansrud  | Noruega | Lindsey Vonn     | Estados Unidos |
| Combinada       | Carlo Janka     | Suiza   | Anna Fenninger   | Austria        |

- Al comienzo de la temporada 2012-13, la FIS anunció que en la disciplina de Combinada no sería oficial (como hasta antes de 2007, aunque siguen configurándose las clasificaciones), aunque sí seguirían disputándose esas pruebas, y su resultados computarían igualmente para la General de la Copa del Mundo.

## Ganadores por disciplina - masculino

### General
| Puesto | Nombre            | País    | Puntos |
| ------ | ----------------- | ------- | ------ |
| Oro    | Marcel Hirscher   | Austria | 1448   |
| Plata  | Kjetil Jansrud    | Noruega | 1288   |
| Bronce | Alexis Pinturault | Francia | 1006   |

### Descenso
| Puesto | Nombre          | País    | Puntos |
| ------ | --------------- | ------- | ------ |
| Oro    | Kjetil Jansrud  | Noruega | 605    |
| Plata  | Hannes Reichelt | Austria | 511    |
| Bronce | Guillermo Fayed | Francia | 389    |

### Eslalon
| Puesto | Nombre                | País     | Puntos |
| ------ | --------------------- | -------- | ------ |
| Oro    | Marcel Hirscher       | Austria  | 614    |
| Plata  | Felix Neureuther      | Alemania | 591    |
| Bronce | Alexander Khoroshilov | Rusia    | 485    |

### Eslalon Gigante
| Puesto | Nombre            | País           | Puntos |
| ------ | ----------------- | -------------- | ------ |
| Oro    | Marcel Hirscher   | Austria        | 690    |
| Plata  | Alexis Pinturault | Francia        | 487    |
| Bronce | Ted Ligety        | Estados Unidos | 462    |

### Super Gigante
| Puesto | Nombre         | País    | Puntos |
| ------ | -------------- | ------- | ------ |
| Oro    | Kjetil Jansrud | Noruega | 556    |
| Plata  | Dominik Paris  | Italia  | 353    |
| Bronce | Matthias Mayer | Austria | 274    |

### Combinada
| Puesto | Nombre                | País    | Puntos |
| ------ | --------------------- | ------- | ------ |
| Oro    | Carlo Janka           | Suiza   | 140    |
| Plata  | Alexis Pinturault     | Francia | 126    |
| Bronce | Victor Muffat-Jeandet | Francia | 115    |

## Ganadores por disciplina - femenino

### General
| Puesto | Nombre         | País           | Puntos |
| ------ | -------------- | -------------- | ------ |
| Oro    | Anna Fenninger | Austria        | 1553   |
| Plata  | Tina Maze      | Eslovenia      | 1531   |
| Bronce | Lindsey Vonn   | Estados Unidos | 1087   |

### Descenso
| Puesto | Nombre         | País           | Puntos |
| ------ | -------------- | -------------- | ------ |
| Oro    | Lindsey Vonn   | Estados Unidos | 502    |
| Plata  | Anna Fenninger | Austria        | 399    |
| Bronce | Tina Maze      | Eslovenia      | 356    |

### Eslalon
| Puesto | Nombre           | País           | Puntos |
| ------ | ---------------- | -------------- | ------ |
| Oro    | Mikaela Shiffrin | Estados Unidos | 679    |
| Plata  | Frida Hansdotter | Suecia         | 569    |
| Bronce | Tina Maze        | Eslovenia      | 439    |

### Eslalon Gigante
| Puesto | Nombre           | País           | Puntos |
| ------ | ---------------- | -------------- | ------ |
| Oro    | Anna Fenninger   | Austria        | 542    |
| Plata  | Eva-Maria Brem   | Austria        | 436    |
| Bronce | Mikaela Shiffrin | Estados Unidos | 357    |

### Super Gigante
| Puesto | Nombre         | País      | Puntos |
| ------ | -------------- | --------- | ------ |
| Oro    | Lindsey Vonn   | Suiza     | 540    |
| Plata  | Anna Fenninger | Austria   | 512    |
| Bronce | Tina Maze      | Eslovenia | 390    |

### Combinada
| Puesto | Nombre         | País      | Puntos |
| ------ | -------------- | --------- | ------ |
| Oro    | Anna Fenninger | Austria   | 100    |
| Plata  | Tina Maze      | Eslovenia | 80     |
| Bronce | Kathrin Zettel | Austria   | 60     |

## Calendario

### Masculino
| Día      | Lugar                  | Prueba          | Ganador               |
| 26.10.14 | Sölden                 | Eslalon Gigante | Marcel Hirscher       |
| 16.11.14 | Levi                   | Eslalon         | Henrik Kristoffersen  |
| 29.11.14 | Lake Louise            | Descenso        | Kjetil Jansrud        |
| 30.11.14 | Lake Louise            | Super Gigante   | Kjetil Jansrud        |
| 05.12.14 | Beaver Creek           | Descenso        | Kjetil Jansrud        |
| 06.12.14 | Beaver Creek           | Super Gigante   | Hannes Reichelt       |
| 07.12.14 | Beaver Creek           | Eslalon Gigante | Ted Ligety            |
| 12.12.14 | Åre                    | Eslalon Gigante | Marcel Hirscher       |
| 14.12.14 | Åre                    | Eslalon         | Marcel Hirscher       |
| 19.12.14 | Val Gardena            | Descenso        | Steven Nyman          |
| 20.12.14 | Val Gardena            | Super Gigante   | Kjetil Jansrud        |
| 21.12.14 | Alta Badia             | Eslalon Gigante | Marcel Hirscher       |
| 22.12.14 | Madonna di Campiglio   | Eslalon         | Felix Neureuther      |
| 28.12.14 | Santa Caterina         | Descenso        | Travis Ganong         |
| 06.01.15 | Zagreb                 | Eslalon         | Marcel Hirscher       |
| 10.01.15 | Adelboden              | Eslalon Gigante | Marcel Hirscher       |
| 11.01.15 | Adelboden              | Eslalon         | Stefano Gross         |
| 16.01.15 | Wengen                 | Combinada       | Carlo Janka           |
| 17.01.15 | Wengen                 | Eslalon         | Felix Neureuther      |
| 18.01.15 | Wengen                 | Descenso        | Hannes Reichelt       |
| 23.01.15 | Kitzbühel              | Super Gigante   | Dominik Paris         |
| 23.01.15 | Kitzbühel              | Combinada       | Alexis Pinturault     |
| 24.01.15 | Kitzbühel              | Descenso        | Kjetil Jansrud        |
| 25.01.15 | Kitzbühel              | Eslalon         | Mattias Hargin        |
| 27.01.15 | Schladming             | Eslalon         | Alexander Khoroshilov |
| 21.02.15 | Saalbach               | Descenso        | Matthias Mayer        |
| 22.02.15 | Saalbach               | Super Gigante   | Matthias Mayer        |
| 28.02.15 | Garmisch-Partenkirchen | Descenso        | Hannes Reichelt       |
| 01.03.15 | Garmisch-Partenkirchen | Eslalon Gigante | Marcel Hirscher       |
| 07.03.15 | Kvitfjell              | Descenso        | Hannes Reichelt       |
| 08.03.15 | Kvitfjell              | Super Gigante   | Kjetil Jansrud        |
| 14.03.15 | Kranjska Gora          | Eslalon Gigante | Alexis Pinturault     |
| 15.03.15 | Kranjska Gora          | Eslalon         | Henrik Kristoffersen  |
| 18.03.15 | Meribel                | Descenso        | Kjetil Jansrud        |
| 19.03.15 | Meribel                | Super Gigante   | Dustin Cook           |
| 21.03.15 | Meribel                | Eslalon Gigante | Henrik Kristoffersen  |
| 22.03.15 | Meribel                | Eslalon         | Marcel Hirscher       |

### Femenino
| Día      | Lugar                  | Prueba          | Ganadora                        |
| 25.10.14 | Sölden                 | Eslalon Gigante | Anna Fenninger Mikaela Shiffrin |
| 15.11.14 | Levi                   | Eslalon         | Tina Maze                       |
| 29.11.14 | Aspen                  | Eslalon Gigante | Eva-Maria Brem                  |
| 30.11.14 | Aspen                  | Eslalon         | Nicole Hosp                     |
| 05.12.14 | Lake Louise            | Descenso        | Tina Maze                       |
| 06.12.14 | Lake Louise            | Descenso        | Lindsey Vonn                    |
| 07.12.14 | Lake Louise            | Super Gigante   | Lara Gut                        |
| 12.12.14 | Åre                    | Eslalon Gigante | Tina Maze                       |
| 13.12.14 | Åre                    | Eslalon         | Maria Pietilä-Holmner           |
| 20.12.14 | Val d'Isere            | Descenso        | Lindsey Vonn                    |
| 21.12.14 | Val d'Isere            | Super Gigante   | Elisabeth Görgl                 |
| 28.12.14 | Kühtai                 | Eslalon Gigante | Sara Hector                     |
| 29.12.14 | Kühtai                 | Eslalon         | Mikaela Shiffrin                |
| 04.01.15 | Zagreb                 | Eslalon         | Mikaela Shiffrin                |
| 13.01.15 | Flachau                | Eslalon         | Frida Hansdotter                |
| 16.01.15 | Cortina d'Ampezzo      | Descenso        | Elena Fanchini                  |
| 18.01.15 | Cortina d'Ampezzo      | Descenso        | Lindsey Vonn                    |
| 19.01.15 | Cortina d'Ampezzo      | Super Gigante   | Lindsey Vonn                    |
| 24.01.15 | St. Moritz             | Descenso        | Lara Gut                        |
| 25.01.15 | St. Moritz             | Super Gigante   | Lindsey Vonn                    |
| 21.02.15 | Maribor                | Eslalon Gigante | Anna Fenninger                  |
| 22.02.15 | Maribor                | Eslalon         | Mikaela Shiffrin                |
| 01.03.15 | Bansko                 | Combinada       | Anna Fenninger                  |
| 02.03.15 | Bansko                 | Super Gigante   | Anna Fenninger                  |
| 07.03.15 | Garmisch-Partenkirchen | Descenso        | Tina Weirather                  |
| 08.03.15 | Garmisch-Partenkirchen | Super Gigante   | Lindsey Vonn                    |
| 13.03.15 | Åre                    | Eslalon Gigante | Anna Fenninger                  |
| 14.03.15 | Åre                    | Eslalon         | Mikaela Shiffrin                |
| 18.03.15 | Meribel                | Descenso        | Lindsey Vonn                    |
| 19.03.15 | Meribel                | Super Gigante   | Lindsey Vonn                    |
| 21.03.15 | Meribel                | Eslalon         | Mikaela Shiffrin                |
| 22.03.15 | Meribel                | Eslalon Gigante | Anna Fenninger                  |

- Datos: Q16054312